# Большие Коршуны (Хлебниковское сельское поселение)
Большие Коршуны (мар. Коршун) — опустевшая деревня в Мари-Турекском районе Республики Марий Эл. Входит в состав Хлебниковского сельского поселения.

## География
Находится на крайнем востоке республики на расстоянии приблизительно 27 км к востоку от посёлка Мари-Турек.

## История
Деревня была основана в 1825 году переселенцами из-под Котельнича. 1834 году в деревне было 9 дворов, 85 человек, а в 1877 году было уже 42 двора. В 1905 году — 65 дворов, 280 жителей, в 1923 году 75 дворов, 393 жителя (русские), в 1940 году 58 дворов и 269 жителей, в 1959—211 жителей, в 1970 −128, в 1980 оставалась 1 семья. В советское время работали колхозы «Дружба», «Правда» и совхоз «Правда».

## Население
Население составляло 1 человек в 2002 году, 0 в 2010.